# Haluk Bilginer
Haluk Bilginer, né le 5 juin 1954 à Izmir en Turquie est un acteur turc.

## Biographie
Acteur prolifique ayant joué dans plus de cinquante films, il s'est distingué par son rôle principal dans Winter Sleep (Kış Uykusu, 2014) de Nuri Bilge Ceylan, qui a remporté la Palme d'or au 67e Festival de Cannes en 2014. Il est également reconnu pour son interprétation dans la série britannique EastEnders.
Dans Winter Sleep, Il tient le rôle d'Aydin, aux côtés de Melisa Sözen (Nihal, sa jeune épouse) et Demet Akbag (Necla, sa sœur). Il interprète un comédien à la retraite qui dirige un petit hôtel en Anatolie centrale avec sa jeune épouse.
Il a également joué dans le film Innocence (Masumiyet) de Zeki Demirkubuz et pour son rôle dans la série anglaise EastEnders.
Haluk Bilginer a remporté le prix de la meilleure performance d'acteur lundi lors de la 47e cérémonie des International Emmy Awards à New York pour sa performance dans la Web-série Şahsiyet (Confession).

## Filmographie

### Cinéma
- 1997 : Innocence (Masumiyet)
- 1999 : Le Dernier Harem (Harem Suare) : Abdülhamid II
- 2009 : L'Enquête (The International)
- 2014 : Winter Sleep (Kış Uykusu)
- 2014 : Rosewater
- 2017 : Le Lieutenant Ottoman (The Ottoman Lieutenant) de Joseph Ruben : Colonel Khalil Bey
- 2018 : Halloween de David Gordon Green : le docteur Ranbir Sartain
- 2024 : Maria de Pablo Larraín : Aristote Onassis

### Télévision
- EastEnders
- Les Aventures du jeune Indiana Jones ("The Adventures of Young Indiana Jones") (série télévisée) : Colonel Ismet Bey
- Memories of Midnight (téléfilm)
- Glory Boys
- Murder of a Moderate Man
- Bergerac
- The Bill
- Alex Rider
- Tête chaude

## Théâtre
- My Fair Lady
- Macbeth
- Pal Joey
- Belami (West End, Ken Hill)
- Phantom of the Opera
- The Balcony (Jean Genet)
- L'Avare (Molière)

## Distinctions
| Année | Récompense      | Catégorie                                                                                       |
| ----- | --------------- | ----------------------------------------------------------------------------------------------- |
| 1997  | Meilleur acteur | Meilleur Acteur pour le film Innocence (Masumiyet) de Zeki demikubuz                            |
| 2019  | Meilleur acteur | International Emmy Award du meilleur acteur pour Web-série Şahsiyet (Confession) de Onur Saylak |